# Ballariáin
Ballariáin  (Ballariain en euskera y oficialmente) es una localidad y concejo del municipio de Berrioplano situado en la Comunidad Foral de Navarra (España). La localidad está en la Cuenca de Pamplona. Su población en 2024 fue de 32 habitantes (INE).
Las fiestas del pueblo suelen ser a mitad de junio.

## Geografía
Ballariáin está situado en el norte del municipio de Berrioplano, en el margen derecho del río Juslapeña, afluente del Arga. Limita por el norte con el municipio de Juslapeña, por el Sur con Berrioplano, por el Este con Berriosuso y por el Oeste con Elcarte y Oteiza.

## Historia
Sobre el siglo XII, La Orden Hospitalaria de San Juan de Jerusalén, debió de tener posesiones en su término. Este hecho lo demuestra la presencia de una torre gótica con características similares a una atalaya, la cual puede ser lo que queda de una edificación de mayor envergadura. Esta torre recuerda a  otros edificios defensivos de esta misma orden religiosa. 
El hecho de que la iglesia de San Pedro esté situada fuera del núcleo urbano ha dado origen a que en ella se hayan llevado a cabo varios expolios como el que se produjo en 1986, donde fueron robados un crucifijo y dos lienzos que formaban parte del retablo de San Juan Bautista. Anteriormente también se llevaron a cabo otros expolios y en uno de ellos fueron robadas dos imágenes de la Virgen; una de ellas del siglo XIII y el sagrario, obra de Juan de Gasteluzar, de 1603.

## Demografía
| 1996 | 1998 | 1999 | 2000 | 2001 | 2002 | 2003 | 2004 | 2005 | 2006 | 2007 | 2008 | 2009 |
| ---- | ---- | ---- | ---- | ---- | ---- | ---- | ---- | ---- | ---- | ---- | ---- | ---- |
| 17   | 17   | 16   | 16   | 15   | 12   | 14   | 16   | 19   | 23   | 22   | 18   | 17   |

## Fiestas
- Fiestas Patronales:se celebaran entre el 15 y el 19 de junio.[2]